# H.C. Hagedorn (dokumentarfilm)
|  | Denne artikel er oprettet af botten Steenthbot ud fra en ekstern database. Den kan derfor have sproglige fejl eller mangler. Denne skabelon kan fjernes efter kontrol af indholdet. |

H.C. Hagedorn er en dansk dokumentarfilm fra 1952.

## Handling
Optagelser på Nordisk Insulinlaboratorium i Gentofte af dr.med. Hagedorns arbejde.